# Río Segundo-Pilar
Se denomina Río Segundo - Pilar a la aglomeración urbana que se extiende entre las ciudades argentinas de Río Segundo y Pilar dentro del Departamento Río Segundo, provincia de Córdoba, en las coordenadas 31°40′00″S 63°55′00″O / -31.66667, -63.91667.
Ambas localidades se encuentran separadas por el río Segundo que corre de oeste a este, por lo que la ciudad de Río Segundo se encuentra al norte, y Pilar al Sur.

## Población
Cuenta con 43.181 (2022), de los cuales Río Segundo cuenta con aprox. 24.930 hab. y Pilar con 18.251 hab En el anterior censo contaba con 29,120 habitantes (Indec, 2001), lo que representa un incremento del 17,2%.
Es considerada como una aglomeración por el INDEC desde el censo 1991, a pesar de que ambas ciudades no se encuentran físicamente unidas y no constituyen un continuo urbano, al estar separadas por el río Segundo. Es la 13º aglorameración más grande de la provincia de Córdoba y la 100º a nivel nacional.
| Localidad   | Población (1991) | Población (2001) | Población (2010) | Población (2022) |
| ----------- | ---------------- | ---------------- | ---------------- | ---------------- |
| Río Segundo | 15.746           | 18.155           | 20.427           | 24.930           |
| Pilar       | 9.172            | 12.488           | 14.809           | 18.251           |
| Total       | 24.918           | 27.327           | 39.439           | 43.181           |

## Sismicidad
La sismicidad de la región de Córdoba es frecuente y de intensidad baja, y un silencio sísmico de terremotos medios a graves cada 30 años en áreas aleatorias. Sus últimas expresiones se produjeron:
- 22 de septiembre de 1908 (116 años), a las 17.00 UTC-3, con 6,5 Richter, escala de Mercalli VII; ubicación 30°30′0″S 64°30′0″O / -30.50000, -64.50000; profundidad: 100 km; produjo daños en Deán Funes, Cruz del Eje y Soto, provincia de Córdoba, y en el sur de las provincias de Santiago del Estero, La Rioja y Catamarca[2]

- 16 de enero de 1947 (78 años), a las 2.37 UTC-3, con una magnitud aproximadamente de 5,5 en la escala de Richter (terremoto de Córdoba de 1947)[1]

- 28 de marzo de 1955 (69 años), a las 6.20 UTC-3 con 6,9 Richter: además de la gravedad física del fenómeno se unió el desconocimiento absoluto de la población a estos eventos recurrentes (terremoto de Villa Giardino de 1955)

- 7 de septiembre de 2004 (20 años), a las 8.53 UTC-3 con 4,1 Richter

- 25 de diciembre de 2009 (15 años), a las 21.42 UTC-3 con 4,0 Richter